# Stadio (Band)
Stadio ist eine italienische Pop-Rock-Band, die 1981 offiziell gegründet wurde, sich aber schon seit 1977 aus dem Background von Lucio Dalla heraus als Band entwickelte. Sie besteht derzeit aus den Mitgliedern Gaetano Curreri (Gesang), Roberto Drovandi (Bass) und Andrea Fornili (Gitarre).

## Geschichte
Stadio wurde 1981 von Gaetano Curreri (Gesang), Marco Nanni (Bass), Ricky Portera (Gitarre), Fabio Liberatori (Keyboard) und Giovanni Pezzoli (Schlagzeug) gegründet, als sie Lucio Dalla und Francesco De Gregori bei ihrer Banana-Republic-Tournee begleiteten. 1982 erschien ihr selbstbetiteltes Debütalbum über die Plattenfirma RCA Italiana, dem im Vorjahr die Single Grande figlio di puttana vorausgegangen war. Teile daraus fanden im Soundtrack des Films Borotalco von Carlo Verdone Verwendung, was der Gruppe ein Nastro d’Argento sowie einen David di Donatello einbrachte. Außerdem arbeitete die Band mit Lucio Dalla, Luca Carboni oder Antonello Venditti zusammen. Es sollte noch zwei Jahre dauern, ehe sie mit Allo Stadio und Acqua e sapone aus ihrem zweiten Album La faccia delle donne ihre ersten eigenen Hits hatten. Erneut verwendete Carlo Verdone ihre Musik für einen seiner Filme, Acqua e sapone, und wieder gewann die Band sowohl ein Nastro d’Argento sowie einen David. Zwar landeten sie beim Sanremo-Festival 1984 mit Allo Stadio auf dem letzten Platz, doch die Teilnahme machte sie erstmals einem breiteren Publikum bekannt.
Zwischen dem Minialbum Chiedi chi erano i Beatles sowie einer weiteren Zusammenarbeit mit Regisseur Verdone und dem dritten Album Canzoni alla radio (1986) stieg Gründungsmitglied Ricky Portera aus. Die ersten Line-up-Probleme machten sich bemerkbar. Es folgten weitere Zusammenarbeiten mit Lucio Dalla, Vasco Rossi und Gianni Morandi sowie Carlo Verdone. 1989 erschien das Album Puoi fidarti di me. Bis 1991 blieben nur noch Curreri und Pezzoli von der Originalbesetzung übrig. Mit Andrea Fornili (Gitarre) und Bassist Roberto Drovandi wurde ein stabiles Line-up gefunden, das bis heute Bestand hat. 1991 markierte auch den Wechsel zum Majorlabel EMI. Ihr Album Siamo tutti elefanti inventati wurde ein weiterer Hit, dem 1992 Stabiliamo un contratto folgte. 1995 erschien Di volpi, di vizi e di virtù. Die Singleauskopplung Ballando al buio wurde ihr bislang größter Hit.
Das 1996er Album Il canto delle pellicole versammelt einige Filmsongs aus der Karriere von Stadio. 1999 trat die Band – nach 1984 und 1986 – wieder auf dem Sanremo-Festival mit dem Song Lo zaino an und wurde damit Fünfte. 2002 erschien das Album Occhi negli occhi mit dem Hit Sorprendimi. Mit dem Lied Guardami vom Album Parole nel vento traten sie erfolglos beim Sanremo-Festival 2007 an. Am 13. Februar 2016 gewannen Stadio das 66. Sanremo-Festival mit dem Lied Un giorno mi dirai. Die Band hatte das Lied bereits 2015 eingereicht, es war jedoch nicht zugelassen worden. Der Titel, der von einer schwierigen Vater-Kind-Beziehung handelt, gewann auch den Preis für die beste Komposition sowie den Pressepreis. Stadio hatte somit die Möglichkeit, Italien beim Eurovision Song Contest 2016 in Stockholm zu vertreten. Doch schon einen Tag nach dem Sanremo-Festival lehnten diese ab, da sie bereits eine Tournee geplant hatten und lieber einem jungen Künstler den Vortritt lassen wollten. Francesca Michielin, die Zweitplatzierte des Festivals, trat stattdessen für Italien an.
Giovanni Pezzoli starb am 29. Dezember 2022 im Alter von 70 Jahren.

## Diskografie

### Alben
| Jahr | Titel                          | Höchstplatzierung, Gesamtwochen, AuszeichnungChartsChartplatzierungen (Jahr, Titel, Platzierungen, Wochen, Auszeichnungen, Anmerkungen) | Anmerkungen                                                  |
| Jahr | Titel                          | IT | Anmerkungen                                                  |
| ---- | ------------------------------ | --- | ------------------------------------------------------------ |
| 1991 | Siamo tutti elefanti inventati | IT16 (5 Wo.)IT | EMI Italiana                                                 |
| 1995 | Di volpi, di vizi e di virtù   | IT18 (15 Wo.)IT | EMI Italiana                                                 |
| 1997 | Dammi 5 minuti                 | IT10 (7 Wo.)IT | EMI Italiana                                                 |
| 2000 | Donne & colori                 | IT27 (8 Wo.)IT | Erstveröffentlichung im September 2000 EMI Italiana          |
| 2002 | Occhi negli occhi              | IT4 (29 Wo.)IT | Erstveröffentlichung im September 2002 EMI Italiana          |
| 2005 | L’amore volubile               | IT3 (26 Wo.)IT | Erstveröffentlichung: 26. August 2005 EMI Italiana           |
| 2007 | Parole nel vento               | IT8 (15 Wo.)IT | Erstveröffentlichung: 2. März 2007 EMI Italiana              |
| 2009 | Diluvio universale             | IT6 (11 Wo.)IT | Erstveröffentlichung: 20. März 2009 EMI Music Italy          |
| 2011 | Diamanti e caramelle           | IT7 (19 Wo.)IT | Erstveröffentlichung: 27. September 2011 EMI Music Italy     |
| 2016 | Miss Nostalgia                 | IT3 (21 Wo.)IT | Erstveröffentlichung: 12. Februar 2016 Universal Music Italy |

Weitere Alben
- 1982: Stadio (RCA Italiana)
- 1984: La faccia delle donne (RCA Italiana)
- 1986: Canzoni alla radio (RCA Italiana)
- 1989: Puoi fidarti di me (Ritzland Records)
- 1992: Stabiliamo un contatto (EMI Italiana)

### Livealben
| Jahr | Titel                              | Höchstplatzierung, Gesamtwochen, AuszeichnungChartsChartplatzierungen (Jahr, Titel, Platzierungen, Wochen, Auszeichnungen, Anmerkungen) | Anmerkungen                                              |
| Jahr | Titel                              | IT | Anmerkungen                                              |
| ---- | ---------------------------------- | --- | -------------------------------------------------------- |
| 1993 | Stadio mobile                      | IT17 (4 Wo.)IT | EMI Italiana                                             |
| 2000 | Canzoni per parrucchiere Live Tour | IT7 (20 Wo.)IT | Erstveröffentlichung am 1. Juni 2006 EMI Italiana        |
| 2012 | 30 i nostri anni                   | IT6 (11 Wo.)IT | Erstveröffentlichung am 30. Oktober 2012 EMI Music Italy |

### Kompilationen
| Jahr | Titel                                          | Höchstplatzierung, Gesamtwochen, AuszeichnungChartsChartplatzierungen (Jahr, Titel, Platzierungen, Wochen, Auszeichnungen, Anmerkungen) | Anmerkungen                                             |
| Jahr | Titel                                          | IT | Anmerkungen                                             |
| ---- | ---------------------------------------------- | --- | ------------------------------------------------------- |
| 1996 | Il canto delle pellicole                       | IT30 (4 Wo.)IT | EMI Italiana                                            |
| 1998 | Ballate fra il cielo e il mare                 | IT20 (15 Wo.)IT | EMI Italiana                                            |
| 1999 | Ballate fra il cielo e il mare (Sanremo edit.) | IT37 (5 Wo.)IT | EMI Italiana                                            |
| 2003 | Storie e geografie                             | IT9 (27 Wo.)IT | Erstveröffentlichung am 30. Oktober 2003 EMI Italiana   |
| 2007 | The Platinum Collection                        | IT42 (13 Wo.)IT | Erstveröffentlichung am 9. November 2007 EMI Italiana   |
| 2013 | Immagini del vostro amore                      | IT30 (6 Wo.)IT | Erstveröffentlichung: 18. November 2013 EMI Music Italy |

Weitere Kompilationen
- 1988: Canzoni alla Stadio (Ritzland Records)
- 1994: Acqua e sapone (BMG Ariola)
- 2000: I miti musica (BMG Ricordi)
- 2011: I più grandi successi (Sony Music)

### EPs
- 1984: Chiedi chi erano i Beatles (RCA Italiana)

### Singles
| Jahr | Titel Album                                            | Höchstplatzierung, Gesamtwochen, AuszeichnungChartsChartplatzierungen (Jahr, Titel, Album, Platzierungen, Wochen, Auszeichnungen, Anmerkungen) | Anmerkungen                                                 |
| Jahr | Titel Album                                            | IT | Anmerkungen                                                 |
| ---- | ------------------------------------------------------ | --- | ----------------------------------------------------------- |
| 1991 | Generazione di fenomeni Siamo tutti elefanti inventati | IT8 (19 Wo.)IT |                                                             |
| 1992 | Stabiliamo un contatto                                 | IT11 (9 Wo.)IT |                                                             |
| 1999 | Lo zaino Ballate fra il cielo e il mare                | IT14 (1 Wo.)IT |                                                             |
| 2009 | La mia canzone per te Diluvio universale               | IT50 (1 Wo.)IT |                                                             |
| 2012 | La promessa Diamanti e caramelle                       | IT28 (12 Wo.)IT | feat. Noemi                                                 |
| 2012 | I nostri anni 30 I nostri anni                         | IT46 (3 Wo.)IT | feat. Fabrizio Moro                                         |
| 2016 | Un giorno mi dirai Miss Nostalgia                      | IT3 Gold · (8 Wo.)IT | Erstveröffentlichung am 12. Februar 2016 Verkäufe: + 25.000 |

Weitere Singles
- 1981: Grande figlio di puttana/Chi te l’ha detto (Album: Stadio)
- 1983: Acqua e sapone/C’è (Album: La faccia delle donne)
- 1984: Allo stadio/Ti senti sola (Album: La faccia delle donne)
- 1986: Canzoni alla radio/Incubo assoluto (Album: Canzoni alla radio)
- 1991: Cerca di non esser via (Album: Siamo tutti elefanti inventati)
- 1995: So solo che brucia (Album: Di volpi, di vizi e di virtù)
- 1995: Mi manchi già (Album: Di volpi, di vizi e di virtù)
- 1995: Ti perdonerei (Album: Di volpi, di vizi e di virtù)
- 1998: Ti mando un bacio (Album: Dammi 5 minuti)
- 2002: Sorprendimi (Album: Occhi negli occhi)
- 2002: Il segreto (Album: Occhi negli occhi)
- 2003: Equilibrio instabile (Album: Storie e geografie)
- 2003: Banana Republic  (Album: Storie e geografie)
- 2005: Buona sorte (Album: L’amore volubile)
- 2006: Fine di un’estate (Album: L’amore volubile)
- 2006: Le mie poesie per te (Album: L’amore volubile)
- 2006: Fammi stare con te (Album: Canzoni per parrucchiere Live Tour)
- 2007: E mi alzo sui pedali (Album: Parole nel vento)
- 2007: Guardami (Album: Parole nel vento)
- 2007: Innamorarsi ancora (Album: Parole nel vento)
- 2007: Lame affilate
- 2007: Parole nel vento (Album: Parole nel vento)
- 2009: Gioia e dolore (Album: Diluvio universale)
- 2009: Perdiamoci (Album: Diluvio universale)
- 2009: Come pioggia in mare (Album: Diluvio universale)
- 2009: Diluvio universale (Album: Diluvio universale)
- 2011: Gaetano e Giacinto (Album: Diamanti e caramelle)
- 2011: Diamanti e caramelle (Album: Diamanti e caramelle)
- 2012: Poi ti lascerò dormire (Album: Diamanti e caramelle)
- 2013: Bella (Album: 30 I nostri anni)
- 2013: Immagini del nostro amore (Album: Immagini del vostro amore)